# Les Ollières
Les Ollières este o comună în departamentul Haute-Savoie din sud-estul Franței. În 2009 avea o populație de 814 de locuitori.

## Evoluția populației
| An        | 1975 | 1982 | 1990 | 1999 | 2006 | 2009 |
| --------- | ---- | ---- | ---- | ---- | ---- | ---- |
| Populație | 434  | 525  | 616  | 737  | 798  | 814  |